# DM i padeltennis
Danmarksmesterskabet i padeltennis i Dansk Padel Forbund-regi blev afholdt for første gang i 2018. Det er et af to forskellige danmarksmesterskaber i padel, hvoraf det andet arrangeres i Danmarks Idrætsforbunds regi af Dansk Tennis Forbund.
I 2023 blev den hidtil største udgave af turneringen afholdt, med 32 tilmeldte hold i hovedturneringen for herrer. Alle kan melde sig til, men det er de 28 hold med flest point på Dansk Padel Forbunds egen rangliste, der har førsteret til at deltage. Udover det råder DPF over 4 wildcards som de kan dele ud.
For at deltage i DM skal man enten have dansk statsborgerskab eller have boet i Danmark i minimum 12 måneder.

## Udgaver
|      |                            | Herrer                              | Herrer                          | Kvinder                            | Kvinder                          |
| År   | Vært                       | Vinder                              | Runner-up                       | Vinder                             | Runner-up                        |
| ---- | -------------------------- | ----------------------------------- | ------------------------------- | ---------------------------------- | -------------------------------- |
| 2024 | PadelPadel, Brøndby        | Oscar Sebber Gormsen Ricard Manchon | Esben Hess Nils Skajaa          | Gitte Haxen Maria Rasmussen        | Simone Alipieva Julia Wiese      |
| 2023 | Pakhus77, Aarhus           | Esben Hess-Olesen Nils Skajaa       | Marc Møller Emil Domela         | Gitte Haxen Carla Rodriguez        | Maria Rasmussen Mie Skov         |
| 2022 | PadelPadel, Odense         | Esben Hess-Olesen Nils Skajaa       | Mads Laudrup Tobias Galskov     | Gitte Haxen Mie Skov               | Betina Pedersen Line Kruse       |
| 2021 | Smash Padelcenter, Horsens | Esben Hess-Olesen Mads Elholm       | Mads Laudrup Tobias Galskov     | Gitte Haxen Mie Skov               | Line Nørregaard Julia Wiese      |
| 2020 |                            | Esben Hess-Olesen Nils Skajaa       | Morten Brødbæk Tobias Lau       | Jannie Overgaard Betina Pedersen   | Kitte Bøttcher Julia Wiese       |
| 2019 |                            | Esben Hess-Olesen Nils Skajaa       | Martin Monrad Morten Knudsen    | Liv Deleuran-Skjold Anna Dabrowski | Trine Bassett Betina Pedersen    |
| 2018 |                            | Emil Domela Tore Deleuran-Skjold    | Mads Holm-Hansen Nicolas Huusom | Liv Deleuran-Skjold Anna Dabrowski | Pernille Pedersen Helle Pedersen |